# Ніколя Шарбонньє
Ніколя Шарбонньє  (фр. Nicolas Charbonnier, 4 серпня 1981) — французький яхтсмен, олімпійський медаліст.

## Виступи на Олімпіадах
| Олімпіада  | Дисципліна | Місце |
| ---------- | ---------- | ----- |
| Пекін 2008 | Клас 470   | 3     |